# Iwona Pietrzak-Płachta

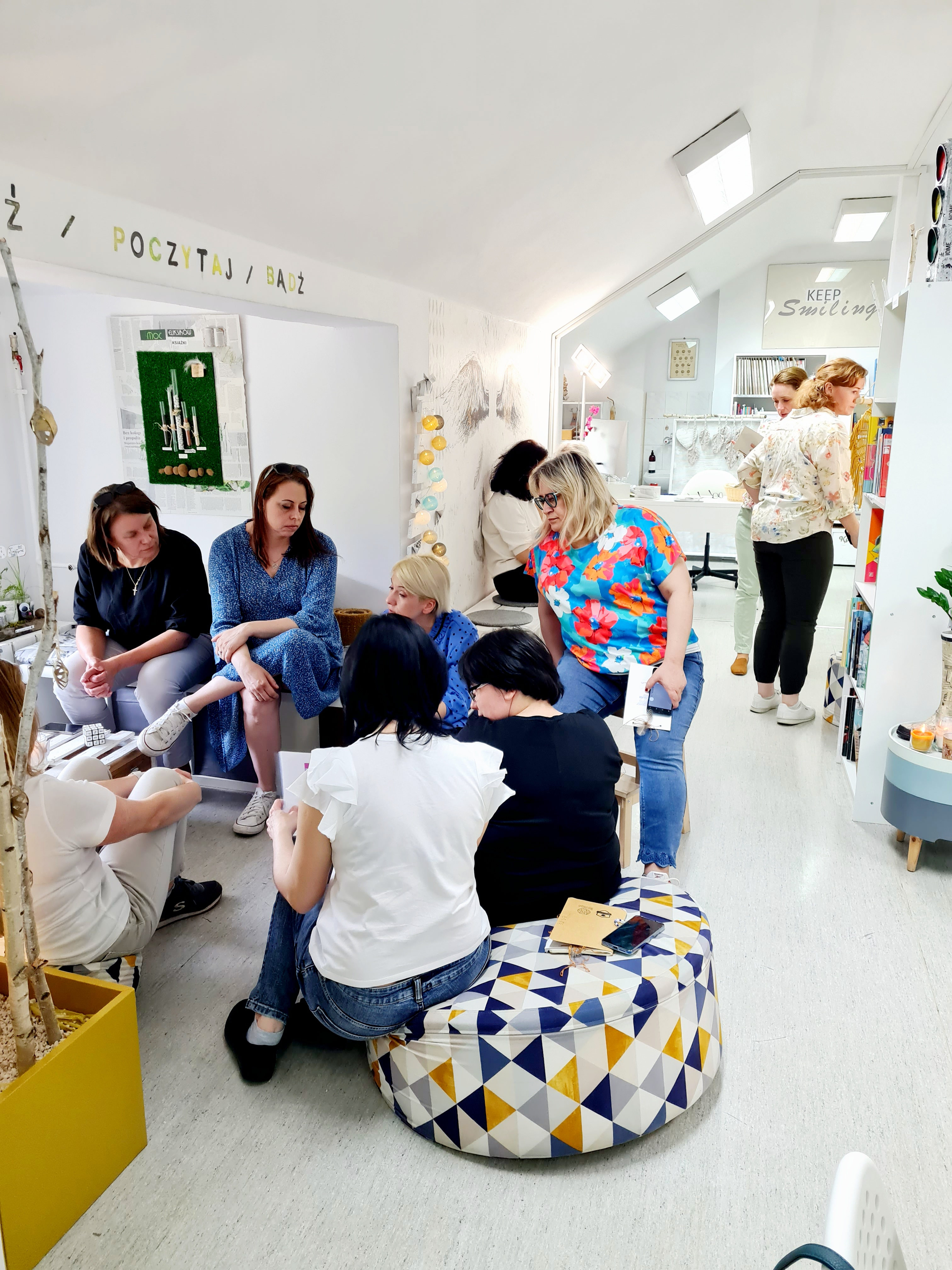
Uczestniczki projektu Wikiteka prowadzonego przez Stowarzyszenie Wikimedia Polska podczas wizyty studyjnej w bibliotece Wypożyczalnia Skrzydeł w szkole w Pliszczynie, maj 2023

Iwona Pietrzak-Płachta (ur. 18 listopada 1973 w Lublinie) – polska nauczycielka bibliotekarka, promotorka czytelnictwa, trenerka budowania marki i identyfikacji wizualnej bibliotek szkolnych. Została nagrodzona tytułem Nauczyciela Roku 2022 w konkursie organizowanym przez „Głos Nauczycielski” i Ministerstwo Edukacji Narodowej. W 2022 została laureatką Nagrody im. Janusza Korczaka w kategorii Instytucje za stworzenie w szkole w Pliszczynie wyróżniającej się biblioteki i centrum szkolnego życia oraz wdrażanie korczakowskich idei. Członkini Kapituły Nagrody Korczaka. 

## Życiorys
Jest absolwentką bibliotekoznawstwa i informacji naukowo-technicznej na Uniwersytecie Marii Curie -Skłodowskiej w Lublinie.
Twórczyni Wypożyczalni Skrzydeł, biblioteki szkolnej Zespołu Szkolno-Przedszkolnego w Pliszczynie, uważanej za jedną z najpiękniejszych szkolnych bibliotek w Polsce.
Nominowana przez Kapitułę Redakcji „Kuriera Lubelskiego” do tytułu Osobowość Roku 2022 w kategorii Polityka, samorządność i społeczność lokalna. Nominowana do Nagrody im. I. Sendlerowej „Za naprawianie świata”.
Autorka cyklu #BIBLIOTEKAWZMIANIE, który jest formą wsparcia dla szkolnych bibliotek, pokazuje zmiany zachodzące w postrzeganiu tych miejsc w strukturach szkoły oraz prezentuje biblioteki, które przeszły metamorfozę (wizualną i mentalną). Nadaje znak jakości USKRZYDLAM wymyślony i zaprojektowany, by wskazywać wyjątkowe biblioteki i wyjątkowe książki, które pomagają kształtować mądrych, empatycznych, wrażliwych i odpowiedzialnych ludzi.
Inicjatorka propagującej czytelnictwo Ogólnopolskiej Akcji Siania Nasionek Czytelnictwa. Wraz z Katarzyną Paligą, bibliotekarką ze Szkoły Podstawowej nr 29 z Oddziałami Sportowymi im Alfreda Szklarskiego w Dąbrowie Górniczej, zainicjowała ogólnopolski projekt „Zmysłoczułe szkoły”, który powstał w trosce o uczniów i ich dobrostan. Ambasadorką projektu jest dr Wanda Matras-Mastalerz z Uniwersytetu Pedagogicznego im. KEN w Krakowie. Pietrzak-Płachta dzieli się pomysłami na propagowanie czytelnictwa, prowadzenie wyjątkowej szkolnej biblioteki, tworzenie miejsc uczniowskiego dobrostanu i zagospodarowanie przestrzeni szkolnej.

## Nagrody i wyróżnienia
- wielokrotna laureatka konkursu Stowarzyszenia Bibliotekarzy Polskich „Mistrz Promocji Czytelnictwa”: wyróżnienie za 2019, III miejsce w Polsce za 2020, wyróżnienie w 2021[1]
- Nauczyciel Roku 2022[3]
- Nagroda im. Janusza Korczaka (2022) w kategorii Instytucje za stworzenie w wyjątkowej biblioteki i centrum szkolnego życia oraz wdrażanie korczakowskich idei[4]
- Kariatyda czytelnictwa (2023) – tytuł przyznawany przez Fundację Powszechnego Czytania osobom i instytucjom w szczególny sposób zaangażowanym w upowszechnianie czytelnictwa[17].

## Wybrane publikacje

### Artykuły
- O tym, jak powstawała Wypożyczalnia Skrzydeł, „Biuletyn EBIB”: nr 201 (2021): Kultura wizualna w bibliotekach
- #niezostawiamczytelnika – o tym jak całkiem realnie pracować w wirtualnej przestrzeni, „Biblioteka – Centrum Informacji”, 2021, nr 2
- O tym, jak powstawała Wypożyczalnia Skrzydeł, „Dostrzegacz Biblioteczny”, 2021/2022, nr 4, 1 (104–105)
- Wypożyczalnia Skrzydeł, „Bibliotekarz Lubuski”, 2022, nr 1 (53)
- Kilka praktycznych rad, jak stworzyć lub zrewitalizować swoją bibliotekę, „Biblioteka w Szkole”, 2022, nr 6
- Jak wyczarować wSPAniałe przestrzenie w bibliotece szkolnej?, „Biblioteka w Szkole”, 2023, nr 3
- Zmysłoczuła biblioteka – zmysłoczuła szkoła, „Biblioteka w Szkole”, 2023, nr 12
- Przestrzeń to komunikat. O magii szkolnej przestrzeni, „Kreatywny Wychowawca”, 2023, listopad–grudzień
- Biblioteka jako tzw. „trzecie miejsce”[18]
- Czytać czy nie czytać?[19]
- Bibliotekarzu, daj się poznać! Słów kilka o autoprezentacji[20]
- Budowanie marki biblioteki szkolnej. Dlaczego warto podjąć to wyzwanie?[21]

### Książki
- Wypożyczalnia skrzydeł. Opowieść o magii czytania, Warszawa, Wydawnictwo Agora dla dzieci, 2023[22] – „to poetycki picturebook, który jest jednocześnie hołdem złożonym bibliotekom i pracującym w nich wyjątkowym osobom”[1]
- Wypożyczalnia skrzydeł. Opowieść o magii czytania, Wydawnictwo Tibum, 2024 – książka w formie ilustrowanych kart narracyjnych do teatrzyku drewnianego kamishibai, ISBN: 978-83-961120-8-8